# Costas del Tacuarí
Costas del Tacuarí (en català Costes del Tacuarí), també conegut com a Rincón de Ramírez, és una entitat de població de l'Uruguai ubicada al nord del departament de Treinta y Tres, amb 650 habitants, i una de les principals localitats productores d'arròs del país.
Gran part dels seus habitants són brasilers.